# الاتحاد الرياضي للنقل بصفاقس
الاتحاد الرياضي للنقل بصفاقس (بالفرنسية: Union sportive des transports de Sfax)‏، هو نادي تونسي متعدد الاختصاصات في صفاقس وله عدة فروع أبرزها كرة الطائرة والرغبي والجودو و يتنافس فيها ضمن البطولات المحلية، إضافة إلى تمثيل تونس في المنافسات القارية والدولية.
في الماضي ، كان لديه فرع لكرة اليد لعب في دوري الدرجة الأولى.

## سجل ألقاب النادي
كرة الطائرة :
- بطولة الطائرة للرجال  (1) :

1972.
- كأس الطائرة للرجال (0) :

♦ الدور النهائي  (4) :
1972، 1974، 1994، 1996.

## وصلات خارجية
- صفحة الاتحاد الرياضي للنقل بصفاقس على موقع كوووة.
- الموقع الرسمي للجامعة التونسية للكرة الطائرة.